# Voo Força Aérea Colombiana 1261
O  Voo Força Aérea Colombiana 1261  foi um trágico acidente ocorrido em 31 de julho de 2015, envolvendo uma aeronave militar da Colômbia, ocasionando a morte de 11 militares. O avião, modelo CASA CN-235 da Força Aérea da Colômbia decolou as 16 horas do dia 31 de julho da Base Aérea de Palanquero, com destino a Valledupar com 11 militares colombianos a bordo. Após um bom período de voo, o piloto relatou uma falha no motor da aeronave, em seguida as autoridades colombianas perderam o sinal do aparelho quando sobrevoava a região de Las Palomas, próximo a cidade de Agustín Codazzi a 780 km de Bogotá. Todos os 11 militares a bordo morreram. As condições meteorológicas no momento do acidente não estavam favoráveis.